# Шприц-ручка

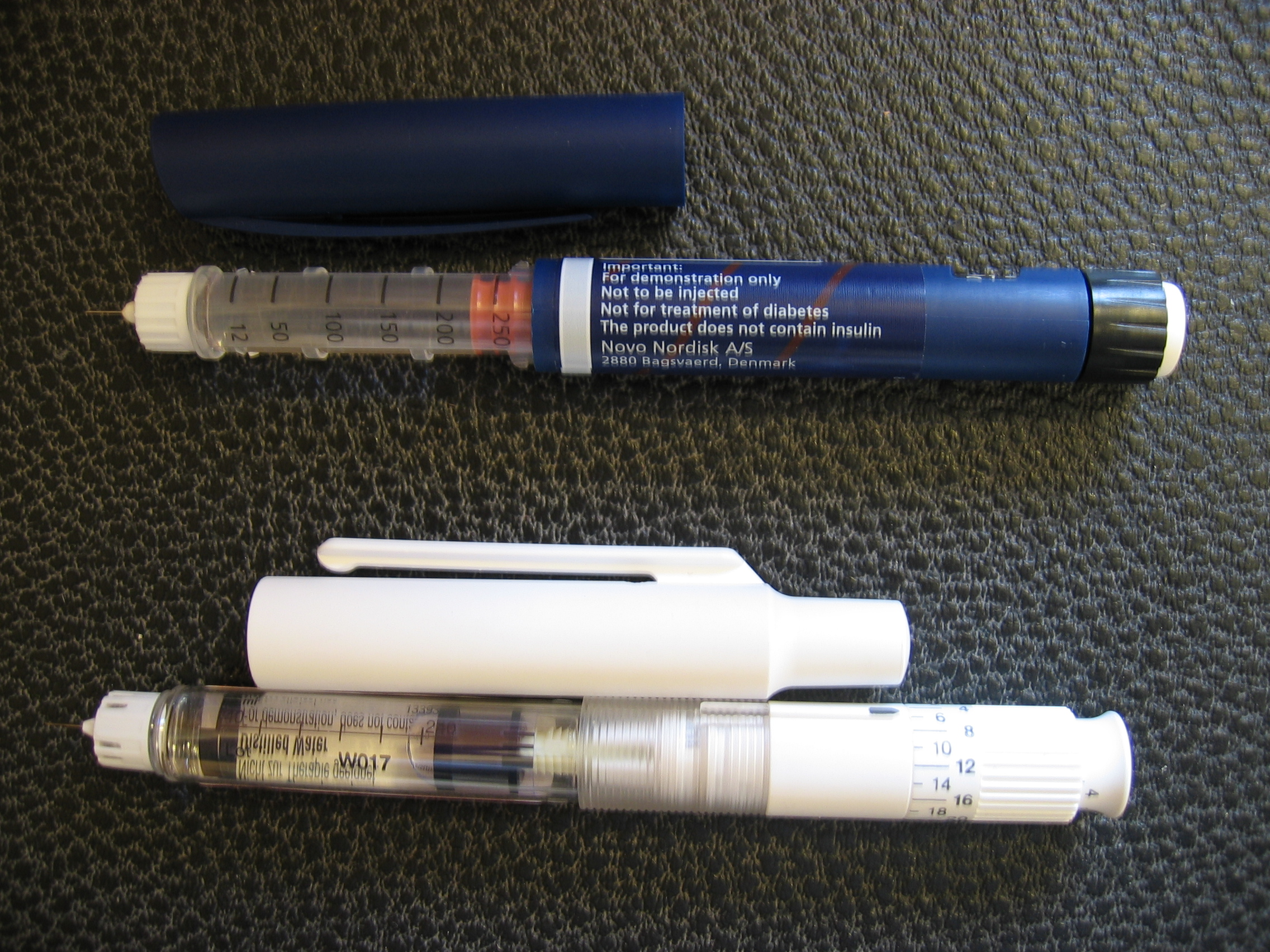
Шприц-ручки для введення інсуліну.

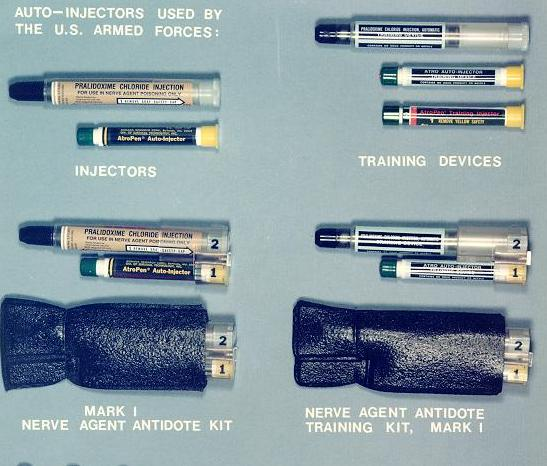
Антидоти в шприц-ручках з американської військової аптечки.

Шприц-ручка або автоінжектор — ін'єктор для підшкірного введення лікарських препаратів, найчастіше інсуліну. Складається з гнізда для флакона з препаратом, механізму дозованої подачі, змінної голки і корпусу. Механізм дозованої подачі зводиться на певну дозу, знімається ковпачок з голки, голкою проколюється шкіра в місці ін'єкції і кнопка введення повністю до упору натискається. За рахунок контрольованої швидкості введення і тонкої голки больові відчуття мінімальні. Міцний корпус і розташування всіх механізмів введення препарату усередині нього дозволяють вільно транспортувати і використовувати споряджений ін'єктор поза стаціонаром.
Шприц-ручки — один з найпоширеніших способів введення інсуліну. Це пов'язано з великою зручністю, менш вираженим дискомфортом і простотою введення в порівнянні зі звичайними інсуліновими шприцами. Шприц-ручка дозволяє досить швидко і безболісно ввести необхідну дозу інсуліну.
Також існують шприц-ручки, що дозволяють проводити внутрішньом'язове введення препаратів. Застосовуються в екстреній медицині та в деяких випадках входять в комплекти екстреної допомоги. Перевагою є простота введення препарату і зручність використання, недоліком — складність виготовлення, висока вартість і нижча, ніж у звичайного шприца, надійність.